# 叶翠梧
叶翠梧（？—？），又名叶赤梧，女，湖北沔阳（现仙桃市）人，中国共产党早期领导人。

## 生平
叶翠梧早年在武昌省立第一师范读书，1923年受董必武影响，加入中国共产党。1924年2月，叶翠梧与邓赤中、娄敏修、刘金山、许炎生（许栩）、邓翘如、颜天铎、王少先八人，在沔城东岳庙创建了沔阳县第一个共产党小组，娄敏修担任负责人。1926年10月，中共沔阳县委员会在沔阳城建立，叶翠梧担任妇女部长。1927年国共合作破裂后，国民党对共产党进行清洗，她被迫离开中共组织、隐居外地，后事不详。